# Cantó de Saint-Leu-la-Forêt
El cantó de Saint-Leu-la-Forêt és un antic cantó francès del departament de Val-d'Oise, que estava situat al districte de Pontoise. Comptava amb 3 municipis i el cap era Saint-Leu-la-Forêt.
Va desaparèixer al 2015 i el seu territori es va dividir entre el cantó de Domont i el cantó de Montmorency.

## Municipis
- Montlignon
- Saint-Leu-la-Forêt
- Saint-Prix

## Història
| Data d'elecció                           | Identitat               | Partit                       | Qualitat |
| ---------------------------------------- | ----------------------- | ---------------------------- | -------- |
| 1964-1967                                | Cyrille Leconte         | UNR                          |          |
| 1967-1994                                | François Gayet          | CIR, després MRG, després GE |          |
| 1994-2001                                | Jean-Philippe Lachenaud | UDF, després DL              |          |
| 2001-                                    | Jean-Pierre Enjalbert   | RPR, després DRL             |          |
| les dades anteriors no són pas conegudes |                         |                              |          |
|                                          |                         |                              |          |

## Demografia
| A partir de 1990: Població sense dobles comptes |